# Leczenie odwykowe

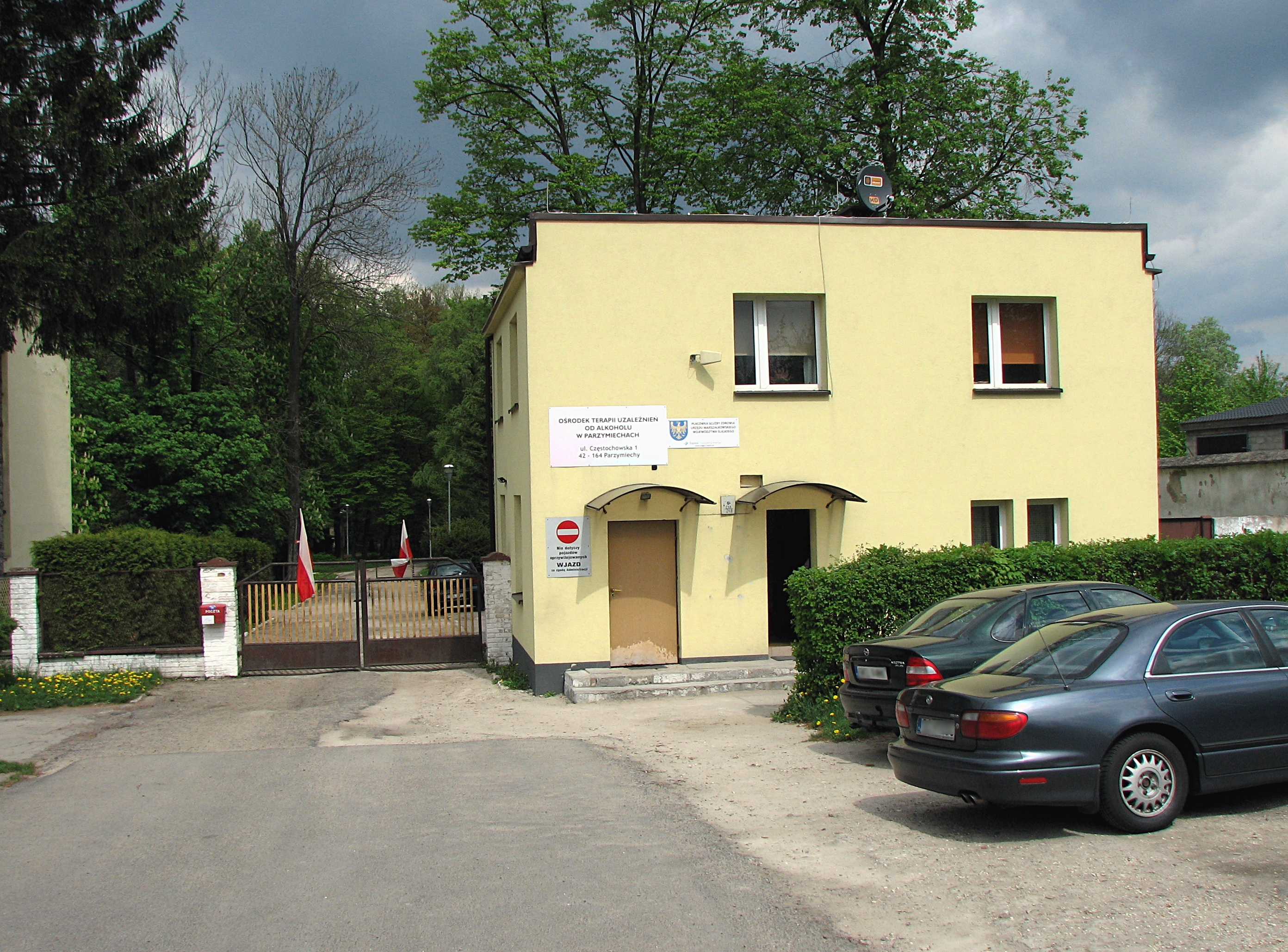
Ośrodek Terapii Uzależnień od Alkoholu w Parzymiechach

Leczenie odwykowe – określenie terapii uzależnień, a zwłaszcza alkoholizmu. Jednym z typów takiego leczenia jest tzw. model Minnesota. Ponadto stosuje się psychoterapię poznawczo-behawioralną, terapię krótkoterminową BSFT oraz farmakoterapię. Leczenie uzależnień ma skuteczność do ok. 30%.
W Polsce ośrodki zajmujące się leczeniem odwykowym istnieją od początków dwudziestego wieku.